# Mysidia peregrina
Mysidia peregrina är en insektsart som beskrevs av Broomfield 1985. Mysidia peregrina ingår i släktet Mysidia och familjen Derbidae. Inga underarter finns listade i Catalogue of Life.